# Łubna-Jakusy
Łubna-Jakusy est une localité polonaise de la gmina de Błaszki, située dans le powiat de Sieradz en voïvodie de Łódź.